# Протазанов Яків Олександрович
Про́тазанов Я́ків О́лександрович (рос. Протазанов Яков Александрович; 4 лютого (23 січня) 1881, Москва — 8 серпня 1945, Москва, РРФСР) — російський і радянський кінорежисер. Заслужений діяч мистецтв РРФСР (1935) і Узбецької РСР (1943).

## З життєпису
Народився 4 лютого 1881 року у Москві.
Закінчив Московське комерційне училище. Працював в кіно з 1907 року, спочатку як сценарист, а потім як режисер. Співробітничав з кінофірмою «Тіман і Рейнгардт».
Поставив фільми: «Відхід великого старця» (1912), «Які хороші, які свіжі були троянди» (1913), «Ключі щастя» (1913), «Ноктюрн Шопена» (1913), «Розтрощена ваза» (1913), де дебютував як художник-оформлювач і майстер з гриму І. Кавалерідзе.
Повернувшись 1923 року з еміграції, створив кінокартини: «Аеліта», «Сорок перший», «Дон Дієго і Пелагея», «Свято святого Йоргена» та багато інших.
Помер 8 серпня 1945 року у Москві.